# Thử nghiệm Tine
Thử nghiệm Tine là một test da với tuberculin gây ra nhiều lỗ thủng trên da để hỗ trợ trong việc chẩn đoán bệnh lao (TB). Thử nghiệm tine tương tự như thử nghiệm Heaf, mặc dù thử nghiệm Mantoux thường được sử dụng thay thế. Có nhiều dạng, xét nghiệm Tine thường được chia thành hai loại: xét nghiệm Tine cũ (Old Tine - OT) và xét nghiệm Tine dẫn xuất protein tinh khiết (PPD). Các tên phổ biến của thử nghiệm bao gồm Aplisol, Aplitest, Tuberculin PPD TINE TEST, và Tubersol.

## Tiến hành
Thử nghiệm này sử dụng một "nút" nhỏ có bốn đến sáu kim ngắn được phủ kháng nguyên TB (tuberculin), hoặc là tuberculin cũ hoặc tuberculin PPD. Các kim tiêm được ấn vào da (thường là ở phía bên trong của cẳng tay), các kháng nguyên sẽ đi vào da. Xét nghiệm này sau đó được đọc 48 đến 72 giờ sau đó bằng cách đo kích thước của các nốt hoặc sẩn lớn nhất. Chỉ định thường được phân loại là dương, âm hoặc nghi ngờ.
Vì không thể kiểm soát chính xác số lượng tuberculin được sử dụng trong thử nghiệm Tine, nên kiểm tra dương tính bằng xét nghiệm Mantoux.

## PPD
Tuberculin là một chiết xuất glycerol của trực khuẩn lao. Dẫn xuất protein tinh khiết (PPD) là một kết tủa của các phân tử không phải đặc trưng loài thu được từ các màng lọc đã được khử trùng, cô đặc. Nó lần đầu tiên được mô tả bởi Robert Koch vào năm 1890 và sau đó là Giovanni Petragnani.
Một dòng PPD được tạo ra vào năm 1939 phục vụ như là tiêu chuẩn của Hoa Kỳ và quốc tế, được gọi là PPD-S. Nồng độ PPD-S không được chuẩn hóa cho các kỹ thuật đa lỗ thủng, và nên được thiết kế cho hệ thống đa lỗ thủng chuyên biệt.

## So sánh với kiểm tra Mantoux
Các Hiệp hội lồng ngực Hoa kỳ (American Thoracic Society) hoặc Trung Tâm Kiểm Soát và Phòng Ngừa Bệnh (CDC) khuyên bạn không nên Thử nghiệm Tine, vì số lượng lao tố xâm nhập vào da không thể đo lường. Vì lý do này, xét nghiệm Tine thường được coi là kém tin cậy hơn.
Trái ngược với điều này, các nghiên cứu đã chỉ ra rằng thử nghiệm Tine có thể cho kết quả tương quan tốt với xét nghiệm Mantoux. Nếu một phản ứng nhỏ được coi là nghi ngờ, xét nghiệm OT ít chính xác hơn và có thể không phát hiện được bệnh lao, tạo ra âm tính giả. [2] Nếu tất cả các chỉ dẫn nghi ngờ được phân loại là dương tính, thì không có sự khác biệt đáng kể giữa xét nghiệm OT, xét nghiệm tủy PPD, hoặc xét nghiệm Mantoux. 
Hơn nữa, xét nghiệm Tine nhanh hơn và dễ quản lý hơn xét nghiệm Mantoux và đã được khuyến cáo cho trẻ khám nghiệm.
1. ↑  https://www.drugs.com/mmx/tuberculin-purified-protein-derivative.html%5B%5D
2. ↑  Herzog, C; Birkhäuser, MH (1980). "Tuberkulin-screeningtests in der Praxis. Offene Vergleichsuntersuchung von Tine-Test und Monotest versus Mantoux 1:1000 bei 119 ambulanten Patienten" [Tuberculin screening tests. Open comparative trial of Tine-Test and Monotest versus Mantoux 1:1000 (10 TU) in 119 outpatients]. Schweizerische medizinische Wochenschrift (bằng tiếng Đức). Quyển 110 số 48. tr. 1817–21. PMID 7280608.
3. 1 2  Steiner, P.; Rao, M.; Victoria, M.; James, P. (1980). "A Comparative Study of the Old Tuberculin Tine Test and the PPD-Tine Test". Clinical Pediatrics. Quyển 19 số 6. tr. 389–1. doi:10.1177/000992288001900602. PMID 7371350.
4. ↑  Seibert, F. B.; Glenn, J. T. (1944). "Tuberculin purified protein derivative: preparation and analyses of a large quantity for standard". American Review of Tuberculosis. Quyển 44. tr. 9.
5. ↑  Dacso, CC; Walker, HK; Hall, WD; Hurst, JW (1990). "Skin Testing for Tuberculosis". PMID 21250210. {{Chú thích tạp chí}}: Chú thích magazine cần |magazine= (trợ giúp)
6. ↑  https://www.cdc.gov/tb/publications/slidesets/selfstudymodules/module3/d_link_text.htm%5B%5D
7. ↑  Rudd, RM; Gellert, AR; Venning, M (1982). "Comparison of Mantoux, tine, and 'Imotest' tuberculin tests". Lancet. Quyển 2 số 8297. tr. 515–8. doi:10.1016/s0140-6736(82)90599-2. PMID 6125678.
8. ↑  Aysha, MH; Abdou, TJ; Lulu, AD (1984). "Mantoux and Tine tuberculin tests compared in Kuwait". European journal of respiratory diseases. Quyển 65 số 3. tr. 224–8. PMID 6723830.
9. ↑  Hanzel, G. D.; Rogers, K. D. (1964). "Multiple-Puncture and Mantoux Tuberculin Tests in High School Students: A Comparative Study". JAMA: the Journal of the American Medical Association. Quyển 190 số 12. tr. 1038. doi:10.1001/jama.1964.03070250020005.
10. ↑  Pan, Wenli; Matizirofa, Lyness; Workman, Lesley; Hawkridge, Tony; Hanekom, Willem; Mahomed, Hassan; Hussey, Gregory; Hatherill, Mark (2009). Pai, Madhukar (biên tập). "Comparison of Mantoux and Tine Tuberculin Skin Tests in BCG-Vaccinated Children Investigated for Tuberculosis". PLoS ONE. Quyển 4 số 11. tr. e8085. doi:10.1371/journal.pone.0008085. PMC 2779491. PMID 19956612.{{Chú thích tạp chí}}:  Quản lý CS1: DOI truy cập mở nhưng không được đánh ký hiệu (liên kết)